# The Land of Might
The Land of Might è un cortometraggio muto del 1912 diretto da Milton J. Fahrney.

## Produzione
Il film fu prodotto dalla Nestor Film Company, una compagnia fondata dai fratelli William e David Horsley.

## Distribuzione
Distribuito dall'Universal Film Manufacturing Company, il film - un cortometraggio di una bobina - uscì nelle sale cinematografiche USA il 19 giugno 1912.